# Almidae
Almidae é uma família de minhoca da classe Opisthopora, que é encontrada na Ásia. Possui 6 géneros.

## Gêneros
- Alma Grube, 1855
- Areco Righi, Ayres & Bittencourt, 1978
- Callidrilus Michaelsen, 1890
- Drilocrius Michaelsen, 1917
- Glyphidrilus Horst, 1889
- Progizzardus Nair, 2010